# Stella Hudgens
Stella Teodora Hudgens (San Diego, California, 13 de noviembre de 1995) es una actriz, modelo y celebridad de internet estadounidense, de origen filipino-irlandés. Stella es hermana de la actriz Vanessa Hudgens.

## Biografía
Es hija de Gregory Hudgens, un bombero estadounidense-irlandés, y Gina Guangco, una oficinista filipina, y hermana menor de la también actriz Vanessa Hudgens. Hudgens fue criada como católica.
Hizo su primera aparición en televisión a la edad de siete años en la serie de televisión American Family en 2002. Posteriormente hizo de extra en las películas de Disney High School Musical (2006) y High School Musical 2 (2007), protagonizadas por su hermana.

## Filmografía
- American Family, como Dora de pequeña
- High School Musical, como extra
- High School Musical 2, como niña bailando en la piscina
- Single with Parents, como Teri Jonas
- The Memory Thief, como Amanda
- Deeply Irresponsible, como Kate
- According to Jim, como Annie
- 16 & Missing, como Janelle